# 金融商品取引業
金融商品取引業（きんゆうしょうひんとりひきぎょう）は、金融商品取引法2条8項に掲げる行為（その内容等を勘案し投資者の保護のため支障を生ずることがないと認められる一定の行為及び一定の金融機関が行う投資運用業又は有価証券関連業に該当することとなる行為は除かれる。）を業として行うことをいう。その行為の中には、有価証券（株式、公社債など）・デリバティブの販売・勧誘、投資助言、投資運用、顧客資産の管理などが含まれる。
2006年改正前の証券取引法に規定されていた証券業のほか、金融先物取引業・投資顧問業・投資信託委託業などを含む幅広い概念であり、金融商品取引法（金商法）による規制の対象となる。金商法29条による登録を受けた者（金融商品取引業者）のみが行うことができるが、同法33条の2による登録を受けた銀行等の金融機関（登録金融機関）も一定の範囲で同様の行為を業として行うことができる。

## 区分
金商法28条により、以下の4種類に区分される。

### 第一種金融商品取引業
金融商品取引業のうち、次に掲げる行為のいずれかを業として行うことをいう
- 第一項有価証券についての
  - 売買（デリバティブ取引に該当するものを除く。以下同じ。）、市場デリバティブ取引又は外国市場デリバティブ取引
  - 上記取引の媒介、取次ぎ（有価証券等清算取次ぎを除く。）又は代理
  - 上記取引の委託の媒介、取次ぎ又は代理
  - 次に掲げる取引の委託の媒介、取次ぎ又は代理
    - 取引所金融商品市場における有価証券の売買又は市場デリバティブ取引
    - 外国金融商品市場（取引所金融商品市場に類似する市場で外国に所在するものをいう。以下同じ。）における売買又は外国市場デリバティブ取引

  - 有価証券等清算取次ぎ
  - 売出し又は特定投資家向け売付け勧誘等
  - 募集若しくは売出しの取扱い又は私募若しくは特定投資家向け売付け勧誘等の取扱い
- 店頭デリバティブ取引又はその媒介、取次ぎ（有価証券等清算取次ぎを除く。）若しくは代理
- 店頭デリバティブ取引についての有価証券等清算取次ぎ
- 有価証券の引受け
  - 幹事会社となる有価証券の元引受け
  - それ以外の有価証券の元引受け
  - それ以外の有価証券の引受け
- PTS業務:有価証券の売買又はその媒介、取次ぎ若しくは代理であつて、電子情報処理組織を使用して、同時に多数の者を一方の当事者又は各当事者として一定の売買価格の決定方法により行うもの（政令で定める一定のものを除く。）
- 有価証券等管理業務
  - 金商法2条8項1号ないし10号の行為に関する金銭又は第一項有価証券に該当する証券若しくは証書の預託を受けること
  - 社債等の振替を行うために口座の開設を受けて社債等の振替を行うこと。

### 第二種金融商品取引業
金融商品取引業のうち、次に掲げる行為のいずれかを業として行うことをいう。
- 次に掲げる有価証券の募集又は私募
  - 委託者指図型投資信託の受益権に係る受益証券、または当該受益証券に表示されるべき権利
  - 外国投資信託の受益権に係る受益証券、または当該受益証券に表示されるべき権利
  - 抵当証券
  - 外国抵当証券
  - 集団投資スキーム持分
  - 外国集団スキーム持分
  - 受益証券発行信託の受益証券、または当該受益証券に表示されるべき権利
  - 外国受益証券発行信託の受益証券、または当該受益証券に表示されるべき権利
  - 通常の信託受益権
  - 通常の外国信託受益権
- 第二項有価証券についての
  - 売買、市場デリバティブ取引又は外国市場デリバティブ取引
  - 上記取引の媒介、取次ぎ又は代理
  - 上記取引の委託の媒介、取次ぎ又は代理
  - 次に掲げる取引の委託の媒介、取次ぎ又は代理
    - 取引所金融商品市場における有価証券の売買又は市場デリバティブ取引
    - 外国金融商品市場（取引所金融商品市場に類似する市場で外国に所在するものをいう。以下同じ。）における売買又は外国市場デリバティブ取引

  - 有価証券等清算取次ぎ
  - 有価証券の売出し又は特定投資家向け売付け勧誘等
  - 有価証券の募集若しくは売出しの取扱い又は私募若しくは特定投資家向け売付け勧誘等の取扱い
- 有価証券についてのものではない市場デリバティブ取引又は外国市場デリバティブ取引
- 次に掲げる有価証券について募集又は私募を行った者による転売を目的としない買取り
  - 委託者指図型投資信託の受益権に係る受益証券、または当該受益証券に表示されるべき権利
  - 外国投資信託の受益権に係る受益証券、または当該受益証券に表示されるべき権利

### 投資助言・代理業
金融商品取引業のうち、次に掲げる行為のいずれかを業として行うことをいう
- 投資顧問契約を締結し、当該投資顧問契約に基づき、助言を行うこと（投資助言業務）
- 投資顧問契約又は投資一任契約の締結の代理又は媒介

### 投資運用業
金融商品取引業のうち、次に掲げる行為のいずれかを業として行うことをいう。ただし、金融機関が行う場合は金融商品取引業には該当しないものの投資運用業には該当するものとされ、信託業務兼営金融機関は登録せずとも当然にこれを行うことができる。
- 次に掲げる契約を締結し、当該契約に基づき、金融商品の価値等の分析に基づく投資判断に基づいて有価証券又はデリバティブ取引に係る権利に対する投資として、金銭その他の財産の運用（その指図を含む。以下同じ。）を行うこと
  - 登録投資法人との間の資産の運用に係る委託契約
  - 投資一任契約
- 金融商品の価値等の分析に基づく投資判断に基づいて有価証券又はデリバティブ取引に係る権利に対する投資として、投資信託の受益証券に表示される権利を有する者から拠出を受けた金銭その他の財産の運用を行うこと。
- 金融商品の価値等の分析に基づく投資判断に基づいて主として有価証券又はデリバティブ取引に係る権利に対する投資として、次に掲げる権利を有する者から出資又は拠出を受けた金銭その他の財産の運用を行うこと。
  - 受益証券発行信託の受益証券又は外国受益証券発行信託の受益証券に表示される権利
  - 通常の信託受益権又は通常の外国信託受益権
  - 集団投資スキーム持分又は外国集団投資スキーム持分

## 有価証券関連業
金融商品取引法は、従来の証券取引法のほか、金融先物取引法や投資顧問業法等を統合するかたちで施行されているため、上記のとおり、金融商品取引業の業務には他の業法で規制されていた業務も包含されることとなっている。
他方、銀証分離（Separation of banks and securities companies）から、従来より、銀行等の金融機関は、従来の証券業の業務を行うことができないとされていたが（旧証券取引法第65条、金融商品取引法第33条第1項）、金融機関が取り扱えない業務を区分する概念として、金融商品取引上に「有価証券関連業」という概念が導入されることとなった（金融商品取引法第28条第8項）。
従来の証券業は、株式・債券などの有価証券について、発行体と投資家とを結びつけることを業務としている。伝統的に、その主要業務は発行市場および流通市場のそれぞれについて2種類、合計4種類に分類されている。
発行市場に関する業務は、引受（アンダーライティング）業務、売出（セリング）業務に分けられている。株式会社が新規に株式を公開する際には資金調達のため新株の発行を行い、また既存株主の保有する株式の一部の売出しを行うのが通例であるが、証券会社は当該会社の株式を一定の価格で買い取ることを約束する（引受業務）。買い取った株式は一般投資家に売りさばき（売出業務）、販売価格と引受価格の差額が引受人の利益となる。債券についても同様であるが、発行体から手数料を受け取って引受を行うことが多い。流通市場に関する業務は、顧客の売買注文を取引所に取り次ぐ委託売買（ブローカー）業務と、自己売買（ディーリング）業務に分けられる。
具体的には、以下のとおりである（金融商品取引法第28条第8項）。
- 有価証券の売買又はその媒介、取次ぎ若しくは代理（第1号） ※上記のディーリング業務やブローカー業務である。
- 取引所金融商品市場又は外国金融商品市場における有価証券の売買の委託の媒介、取次ぎ又は代理（第2号） ※ブローカー業務
- 市場デリバティブのうち、次に掲げる取引（第3号）
  - 有価証券の先物取引
  - 有価証券の指標先物取引
  - 有価証券のオプション取引
  - 有価証券の指標スワップ取引
- 店頭デリバティブ（第4号）
  - 有価証券の先渡取引
  - 有価証券の店頭指標等先渡取引
  - 有価証券の店頭オプション取引
  - 有価証券の店頭指標等オプション取引
  - 有価証券の店頭指標等スワップ取引
- 外国市場におけるデリバティブ取引（第5号）
- 有価証券関連デリバティブ取引の媒介、取次ぎ若しくは代理又は第3号若しくは第5号に掲げる取引の委託、取次ぎ若しくは代理（第6号） ※ ブローカー業務
- 有価証券等清算取次ぎであって、有価証券の売買、有価証券関連デリバティブ取引その他政令で定める取引に係るもの（第7号）
- 有価証券の引受け（第8号） ※アンダーライティング業務
- 有価証券の売出し（第8号） ※セリング業務
- 有価証券の募集若しくは売出しの取扱い又は私募の取扱い（第8号） ※募集・売出しがセリング業務である。